# هم‌زمانی (فیلم)
هم‌زمانی (انگلیسی: Synchronicity) یک فیلم علمی–تخیلی است که در سال ۲۰۱۵ منتشر شد. از بازیگران این فیلم می‌توان به چاد مک نایت، ای.جی بوون و مایکل ایرون ساید اشاره کرد.

## داستان
بعد از آنکه جیم بیل (چاد مک نایت) یک ماشین سفر در زمان اختراع نمود، فیزیکدان جیم بیل به انگیزه‌های یک زن که او را ملاقات کرده بود مشکوک شد. او خود را به گذشته فرستاد تا در مورد او بیشتر اطلاعات کسب کند و او را از سرقت اختراعش متوقف نماید.